# آن در اونلی
آن شرلی در اونلی (به انگلیسی: Anne of Avonlea) نام دومین کتاب از مجموعه کتاب‌های آن شرلی اثر لوسی ماد مونتگمری است.

## خلاصه داستان
آن این بار پس از دوره دیدن در آکادمی کوئین، در سن شانزده سالگی در مدرسه اونلی شروع به تدریس می‌کند، با دانش‌آموزان مختلفی در مدرسه آشنا می‌شود و ماجراهای زیادی برایش رقم می‌خورد. ماریلا کاتبرت نیز سرپرستی دوقلوهای سومین پسرعمویش، که دورا و دیوی کیت نام دارند را قبول می‌کند. دوقلوها زندگی ماریلا و همچنین آن را به کلی عوض می‌کنند. همچنین آن با گیلبرت بلایت، که در جلد گذشته به دلیل مسئله ای کوچک با او قهر کرده بود، دوستی‌اش را از سر می‌گیرد و گیلبرت از همان اول، دلباخته این دختر کک‌مکی موقرمز می‌شود. در پایان آن و گیلبرت آماده‌ی رفتن از اونلی و رفتن به کالج ردموند می‌شوند.

## مجموعه کتابهای آن شرلی
1. آن در گرین گیبلز (Anne of Green Gables - ۱۹۰۸)
2. آن در اونلی (Anne of Avonlea - ۱۹۰۹)
3. آن در جزیره (Anne of the Island - ۱۹۱۵)
4. آن در خانه رؤیاها (Anne's House of Dreams - ۱۹۱۷)
5. آن در ویندی پاپلز (Anne of Windy Poplars - ۱۹۳۶)
6. آن در اینگل ساید (Anne of Ingleside - ۱۹۳۹)

کتابهای زیر راجع به بچه های آن و یا دیگر دوستان خانودگی‌شان است. آن در این کتابها حضور دارد اما نقش کمتری بر عهده دارد:
1. درهٔ رنگین کمان (Rainbow Valley - ۱۹۱۹)
2. ریلا در اینگل ساید (Rilla of Ingleside - ۱۹۲۱)
3. از بلیتسها نقل شده است (The Blythes Are Quoted - ۲۰۰۹)[۱]